# Prorachthes xerophilus
Prorachthes xerophilus är en tvåvingeart som först beskrevs av Hesse 1938.  Prorachthes xerophilus ingår i släktet Prorachthes och familjen svävflugor. Inga underarter finns listade i Catalogue of Life.